# 塚原まきこの「音楽図鑑」
塚原まきこの「音楽図鑑」（つかはらまきこのおんがくずかん）は、RKKラジオで2005年4月10日から2009年3月29日まで毎週日曜日14:45 - 17:15（JST）に放送されていた音楽番組。

## 概要・番組内容
「Club Sunday Street」の午後枠「Club Sunday Street Remember」の後継番組として2005年4月10日開始。
番組タイトルは坂本龍一が1984年に発表したアルバム「音楽図鑑」に因む。
毎週決まったカテゴリについての音楽のリクエストを募り、リクエストされた曲を放送していく。リクエストが掛かるごとに、ポイントが付けられていき、5ポイント貯まったリスナーには、塚原まきこが選んだマグカップをプレゼントするようになったが、2008年4月からは、半年を有効期限にして3ポイントで、マグカッププレゼントとなった。番組コーナーのシネマ図鑑も人気が高かった。
また、2008年4月からは、『RKK COUNT DOWN RADIO』から引き継いで、『RKKオフィシャルチャート』と『今月のパワープレイ』もこの番組で実施するようになった。
ラジオだけでなく、RKKのホームページでも放送されていた他、ポッドキャストでも番外編などが放送されていた。
RKKラジオの2009年春の番組改編に伴い、同年3月29日放送をもって番組は終了。
塚原は同年4月6日より放送開始の平日昼放送の番組「塚原まきこの福ミミらじお」のパーソナリティーを務める。

## パーソナリティ
- 塚原まきこ

## 放送時間
何れもJST。
- 日曜14:30 - 16:29（2005年4月 - 2007年9月)
- 日曜14:45 - 16:44（2007年10月 - 2008年3月)
- 日曜14:45 - 16:59（2008年4月 - 2008年9月)[1]
- 日曜14:45 - 17:14（2008年10月 - 2009年3月)